# Dinadźpur
Dinadźpur (beng. দিনাজপুর Dinājpūr) – miasto w Bangladeszu w prowincji Radźszahi. Według danych szacunkowych na rok 2013 liczy 185 995 mieszkańców.